# St. Ursula (Harthausen)

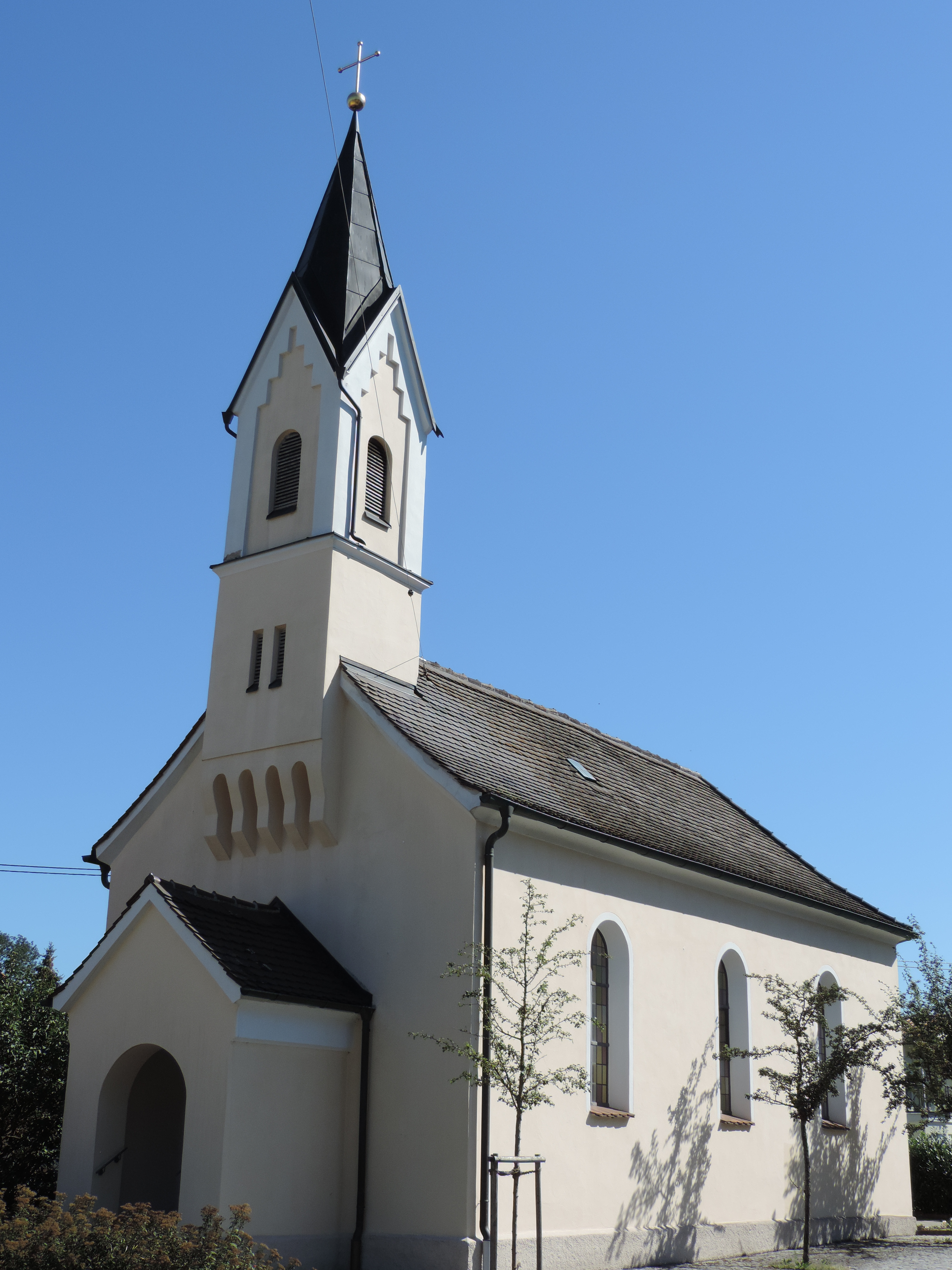
Ursulakapelle in Harthausen

Die Kapelle St. Ursula ist ein Baudenkmal in Harthausen bei Friedberg.

## Geschichte
Auf der Straße nach Dasing befand sich früher die beliebte Wallfahrtskirche St. Ursula, vermutlich aus dem 12. Jahrhundert. Diese wurde 1848 abgerissen und stattdessen wurde im Ortskern eine Kapelle errichtet. Die Kapelle ist heute Eigentum der Stadt Friedberg. Die Gottesdienste werden von der Pfarrei St. Johannes Baptist organisiert.

## Baubeschreibung
St. Ursula ist ein schlichter, ungegliederter Saalbau mit dreiseitigem Schluss. Das Langhaus verfügt über drei rundbogige Fensterachsen. Über dem Vorzeichen im Westen findet sich ein quadratischer Dachreiter mit einer Haube, deren Gestaltung sich, wie die des Chors, an gotischen Vorbildern orientiert.

## Ausstattung
Die hochwertige Ausstattung stammt großteils aus der Vorgängerkapelle. Der Choraltar um 1680 zeigt ein Leinwandgemälde eines unbekannten Künstlers, auf welchem die Verherrlichung der heiligen Ursula mit Gefährtinnen dargestellt ist. Vor ihr kniet die heilige Kordula und unter ihr sind die armen Seelen im Fegefeuer dargestellt. Auf den beiden Säulen des Altars ruht ein verkröpftes Gesims mit gesprengten Giebeln und einer Kartusche mit Engelskopf. Seitlich finden sich Figuren (um 1510/20) des heiligen Blasius (rechts) und des heiligen Sebastian (links). Letzterer ist, wie es in der Spätgotik Mode war, nicht wie üblich als Märtyrer, sondern als triumphierender Edelmann gezeigt, der nur einen Pfeil als Erkennungszeichen in der Hand trägt. Vom selben Künstler stammt vermutlich auch die Figur der heiligen Ursula in der Mitte der nördlichen Langhauswand. Zwei unbekannte weitere weibliche Märtyrerinnen mit Palmzweigen (um 1480/1490) symbolisieren stellvertretend die Gefährtinnen der Heiligen. Die Figuren an der südlichen Langhauswand stammen aus dem frühen (Beweinung) und aus dem zweiten Drittel (Korpus Christi) des 18. Jahrhunderts. Die Figuren wurden später neu gefasst.
Zwei farbige, in neuromanischem Stil gestaltete Glasfenster im Chor wurden 1914 vom königlich bayerischen Hofglasmaler Joseph Peter Bockhorni erstellt. Im linken Fenster ist der Bauernheilige Isidor und im rechten Fenster der heilige Florian dargestellt.